# Vàlar

Representació gràfica de les relacions entre els valar que apareixen a El Silmaríl·lion.

Els Vàlar (singular Vala) són els Poders d'Arda en el món fantàstic de la Terra Mitjana creat per J. R. R. Tolkien.
Els Vàlar són els catorze esperits poderosos de la raça dels Ainur que entraren a Arda després de la seva creació, per posar ordre a les coses i combatre el mal portat per Melkor.
Inicialment s'instal·laren a l'illa d'Almaren, però després de la seva destrucció, molt abans del despertar dels elfs, establiren la seva residència a Aman i hi fundaren Valinor.
Són els més importants dels Ainur, testimonis de les visions d'Eru, responsables de la creació d'Arda. Melkor vingué a Arda per reclamar-la per ell mateix.
Els Valar no tenen una forma concreta, tot i que sovint es fan visibles sota l'aparença d'elfs o d'homes, tot i que solen mantenir-se en la invisibilitat.
Els Valar no són déus, malgrat que els homes sovint els veuen com a tals. En realitat són emisaris o regents d'Eru, el Déu monoteístic de l'univers de Tolkien, que rares vegades intervé directament en els assumptes del món.

## Noms
Aquests són els noms dels Valar tal com els anomenaven els Eldar. A la Terra Mitjana podien ser coneguts amb altres noms d'origen Síndarin; Varda per exemple era coneguda amb el nom d'Elbereth. Els Homes els coneixien amb altres noms, a voltes divins, mentre que els nans anomenaven Aulë, el seu creador, Mahal.
Val a dir que els noms llistats a continuació no són els seus noms reals, que no apareixen enlloc, sinó tan sols els seus títols (excepte en el cas d'Oromë.
Els Valar mascles són anomenats "Senyors dels Valar", mentre que les femelles són anomenades "Reines dels Valar" o Valier.

### Senyors dels Valar
- Manwë Súlimo, Rei dels Valar[1]
- Ulmo, Rei del Mar
- Aulë, el Ferrer
- Oromë Aldaron, el Gran Caçador
- Námo (Mandos), el Jutge
- Irmo (Lórien), Amo del Desig
- Tulkas Astaldo, Campió de Valinor

### Reines dels Valar (Valier)

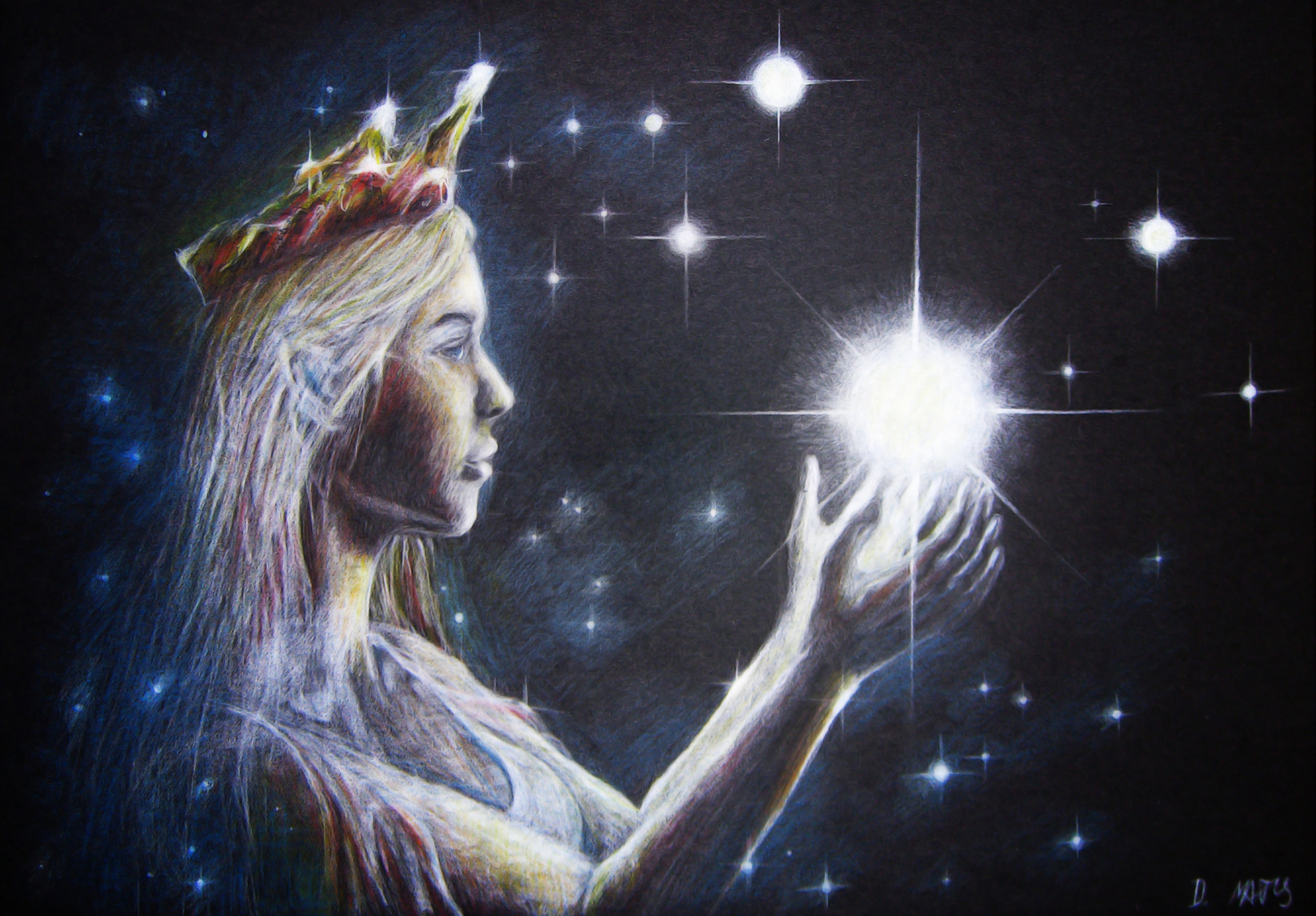
Varda

- Varda, Elentári, Reina dels Estels, esposa de Manwë.[2][3]
- Yavanna Kementári (Palùrien), Donadora de fruits, esposa d'Aulë
- Nienna, Senyora de Compassió i de Dol
- Estë, la Dolça, esposa de Lórien.[4]
- Vairë, la teixidora, esposa de Mandos.[5]
- Vána, l'eternament Jove, esposa d'Oromë.[6]
- Nessa, la Ballarina, esposa de Tulkas

### Altres noms
Els Aratar (Síndarin: els Suprems) són els vuit Valar majors: Manwë, Varda, Ulmo, Yavanna, Aulë, Mandos, Nienna i Oromë. Melkor, el més poderós de tots, no és tingut per un d'ells.
Lórien i Mandos són germans i són coneguts conjuntament amb el nom de Fëanturi o "Mestres dels Esperits".